# 三公九卿
三公九卿（さんこうきゅうけい）は、中国の秦・漢代における最高位の官職の総称である。
詳しくは三公及び九卿の記事を参照。

## 三公九卿とは
元々は『礼記』に「三公九卿二十七大夫八十一元士」などとあるように爵位の等級を表した言葉であった。これが秦代に実際の官職となり、丞相・御史大夫・太尉の三公及び、その下の実務機関である九卿が固まった。九卿に入る職として礼儀祭祀を担う太常、宮中警備を担う光禄勲、宮門警備を担う衛尉、車馬の管理を担う太僕、司法を担う廷尉、来朝者の応対・接遇を担う大鴻臚、皇族の処遇を担う宗正、国家財政を担う大司農、宮中財政を担う少府などがある。なお必ずしも職の数は九に限定された訳ではなく、九卿という呼び名は理念的な意味合いが強く、諸卿という呼び名の方が実態に近い。